# Harbor Springs
Harbor Springs é uma cidade localizada no estado americano de Michigan, no Condado de Emmet.

## Demografia
Segundo o censo americano de 2000, a sua população era de 1567 habitantes.
Em 2006, foi estimada uma população de 1571, um aumento de 4 (0.3%).

## Geografia
De acordo com o United States Census Bureau tem uma área de
3,4 km², dos quais 3,4 km² cobertos por terra e 0,0 km² cobertos por água. Harbor Springs localiza-se a aproximadamente 180 m acima do nível do mar.

## Localidades na vizinhança
O diagrama seguinte representa as localidades num raio de 28 km ao redor de Harbor Springs.